# قسائم الأدوية

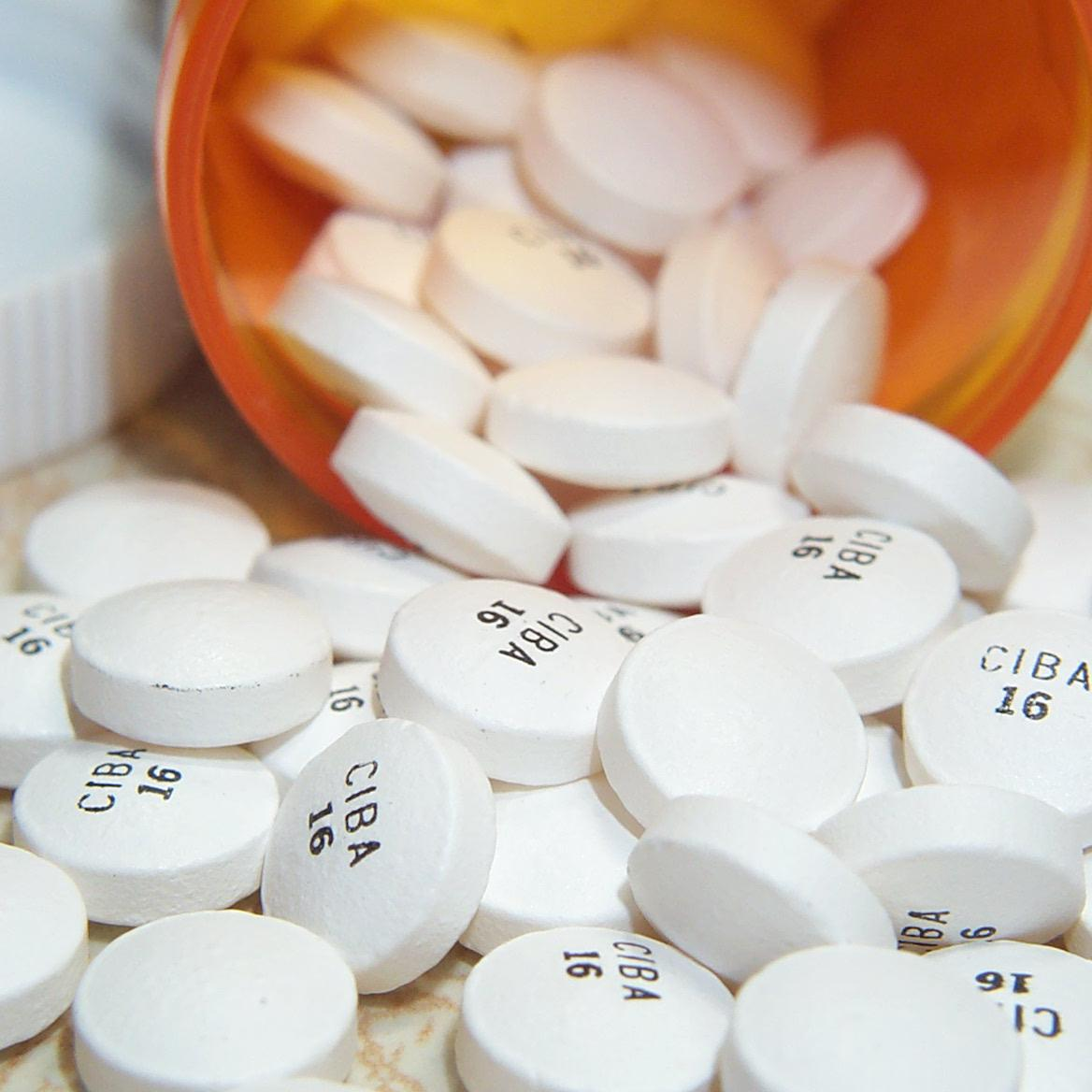

قسيمة الدواء هي قسيمة يقصد من خلالها مساعدة المستهلكين على توفير المال الذي ينفقونه على العقاقير الصيدلانية. وهذه القسائم توفرها شركات الأدوية أو توزع على المستهلكين عبر الأطباء والصيادلة، ويمكن الحصول على معظمها عبر الإنترنت. وهناك قسائم لأدوية من فئات متعددة مثل الكوليسترول وحب الشباب والصداع النصفي والحساسية وما إلى ذلك

## قسائم الأدوية كنوع من التسويق الدوائي
ينتشر في الولايات المتحدة أسلوب تسويق الوصفات الطبية الدوائية إلى المستهلك مباشرة أو "DTC". فكثيرًا ما يطلب المرضى أو يسألون عن أدوية شاهدوها في إعلانات بالصحف أو التلفاز.
وتستعمل شركات الأدوية قسائم الدواء كأداة تسويقية لتحفيز الطلب على منتجاتها.
وغالبًا ما يتم طرح قسائم الدواء للمنتجات الجديدة لتحفيز الطلب عليها أو تحسين الدفعات المشتركة المرتفعة للمنتجات غير التركيبية (منتجات غير مفضلة) من أجل تمهيد الساحة وإزالة عقبة استخدام دواء لا يغطيه التأمين.

## القيود
في إطار جهود منع إعادة بيع الأدوية بشكل غير منضبط، فإن قانون تسويق الوصفات الطبية لعام 1988 حظر تهريب أو تقليد قسائم الأدوية القابلة للسداد. على سبيل المثال، فمن المخالف للقانون شراء أو بيع قسائم خاصة بالوصفات الطبية من خلال موقع E-Bay.[بحاجة لمصدر]

## الأنواع
تتم طباعة معظم قسائم الدواء بواسطة المستهلكين باستخدام الكمبيوتر الشخصي والطابعة الخاصة بهم. وتقلل قسائم الدواء من التكاليف التي يدفعها المستهلكون من جيبهم بطرق متنوعة مثل عروض التوفير الفورية وعروض التجرية المجانية (والتي تعرف أيضًا بعروض التجريب قبل الشراء) وتخفيض الرسوم الثابتة المشتركة أو الخصومات. ويمكن بعض أنواع قسائم الدواء لمرة واحدة فقط، بينما يمكن إعادة استخدام أنواع أخرى من قسائم الدواء.
وإلى جانب الحصول على قسائم الدواء من الأطباء وعبر الإنترنت، فإن بعض الشركات المصنعة للأدوية تلبي طلبات المستهلكين للقسائم عبر الهاتف. وبالنسبة للعروض عبر الهاتف، فإن الشركات المصنعة يمكنها إرسال القسيمة إلى المريض عبر البريد أو إخباره برموز القسيمة عبر الهاتف.
أما شركات الأدوية التي لا تحمل علامة تجارية فنادرًا ما تعرض القسائم، رغم أن شركات التأمين أحيانًا تقدم خصومات على الأدوية التي لا تحمل علامة تجارية.

## الجزء «د» من برنامج الرعاية الطبية ميديكير Medicare وقسائم الأدوية
قامت حكومة الولايات المتحدة بتصميم برنامج الرعاية الصحية ميديكير عام 1965 لمساعدة المواطنين كبار السن والمحرومين على تحمل تكاليف الرعاية الصحية. استطاع قانون الوصفات الطبية وتحسينها وتحديثها ببرنامج ميديكير (MMA) لعام 2003 أن يضع الجزء "د" من برنامج ميديكير قيد التطبيق في الأول من يناير عام 2006، مما أدى إلى توسعة نطاق فوائد برنامج ميديكير لتتضمن منتجات الوصفات الطبية المدعومة ماليًا للمستفيدين من برنامج ميديكير بالولايات المتحدة.
ولا يمكن استخدام قسائم الأدوية لمنتجات الوصفات الطبية المدفوعة بصورة كلية أو جزئية بواسطة أي نظام تأمين تشرف عليه الحكومة؛ مثل الجزء «د» من برنامج ميديكير وبرنامج ميديكيد للمساعدة الطبية للفقراء (Medicaid) وبرنامج الرعاية الثلاثية الطبية (MediCal Tricare) وما إلى ذلك. ورغم ذلك، فإن المرضى المنضمين لما يسمى الجزء «د» من برنامج ميديكير الذي يعاني من «عجز التمويل» والذين يدفعون مبالغ نقدية مقابل أدويتهم يمكنهم استخدام تلك القسائم.

## المنتجات المحتمل الحصول على قسائم من أجلها
تنتشر القسائم في فئات المنتجات التي يوجد فيها الكثير من التنافس؛ مثل منتجات الأمراض الجلدية وعوامل تعديل الدهون والعلاج الطبي لحالات طب العيون مثل المياه الزرقاء. وجدير بالذكر أن ما يسمى «أدوية نمط الحياة» (على سبيل المثال علاجات الصلع واختلال الانتصاب الوظيفي ومنتجات مستحضرات التجميل مثل وسائل حشو التجاعيد) لا يغطيها التأمين في العادة ولا يتوقع الحصول على قسائم من أجلها.
كذلك، تستخدم ما يعرف باسم الأدوية المتخصصة (مثل مثبطات عوامل نخر الورم) القسائم كتكتيك تسويقي.

## الميزات المالية
تساعد القسائم الخاصة بالعقاقير الموضعية أو التي يتم تناولها عن طريق الفم في توفير مبالغ كبيرة، تصل أحيانًا إلى عدة مئات من الدولارات كل عام.
وقد تبلغ قيمة القسائم (غالبًا في هيئة برامج مساعدة للسداد المشترك) للمنتجات الدوائية المتخصصة، ولا سيما العقاقير القابلة للحقن مثل مثبطات عوامل نخر الورم عدة آلاف من الدولارات كل عام.

## سلامة قسائم الأدوية كبديل لعينات الدواء
على خلاف توزيع عينات الدواء على المرضى، فإن قسائم الأدوية دون استثناء تتطلب وصفة طبية صالحة مكتوبة بواسطة طبيب حاصل على ترخيص ويتم صرفها بواسطة صيدلي مسجل كي تكتمل شروط العرض. فلا شك أن اشتراك طبيب وصيدلي في المعاملة التجارية يعزز سلامة المريض، خلافًا لاستعمال العينات الدوائية.
فهذه الطبقة المزدوجة من الفحص الاحترافي تضمن أن المنتج الدوائي تم تخزينه بطريقة صحيحة وصلاحيته غير منتهية ويتم تناوله بجرعة صحيحة بطريقة تناسب عمر المريض وأن تاريخ المريض العلاجي قد تم فحصه لتجنب حدوث تفاعلات دوائية.
وعلى الجانب الآخر، فغالبًا ما تصرف العينات الدوائية بواسطة العاملين بعيادة الطبيب دون الاستفادة من وصفة طبية. جدير بالذكر أن تخزين العينات الدوائية يعد عملية غير منظمة بدرجة كبيرة، مما يؤدي إلى احتمالية فسادها أو سرقتها. بالإضافة إلى ذلك، ففي حالة استرجاع المنتج أو أي حدث مشابه فهناك سجل ورقي يبسط عملية إخطار المرضى.

## قسائم الأدوية وتكاليف الرعاية الصحية
لقد زعم نقاد برامج قسائم الوصفات الدوائية أن هذه البرامج تؤدي إلى ارتفاع تكاليف الرعاية الصحية التي يتحملها المستهلكون. وفي العادة، فإن المرضى الأمريكيين الذين لديهم تأمين صحي يدفعون نسبة من تكلفة الوصفات الطبية من جيبهم الخاص، بينما تتحمل شركات التأمين مسؤولية باقي تكاليف العلاج. تتقاضى شركات التأمين رسوما ثابتة مشتركة أكبر للأدوية ذات الأسماء التجارية مقارنةً بالأدوية التي لا تحمل علامة تجارية لتشجيع المرضى على اختيار أدوية بديلة أقل تكلفة عند توفرها. ورغم ذلك، فمن خلال خفض الرسوم الثابتة المشتركة التي يتحملها المريض، فإن قسائم وصفات الأدوية تقلل أيضًا من حافز المريض لاختيار دواء أقل تكلفة لا يحمل علامة تجارية. وكمثال على ذلك، فقد ذكرت الإذاعة الوطنية العامة (NPR) في تقرير نشر عام 2009 أن دواء حب الشباب مينوسين مينوسيكلين الذي لا يحمل علامة تجارية تكلفته 109 دولارات أمريكية شهريًا بينما يوجد بديل جديد يدعى سولودين مينوسيكلين تكلفته 514 دولارًا شهريًا. ويمكن تناول عقار سولودين مرة واحدة في اليوم، بينما يجب تناول عقار مينوسين مرتين يوميًا. ونظرًا لأن الشركة المصنعة لعقار سولودين توفر قسيمة لتخفيض الرسوم الثابتة المشتركة، فإن المستهلكين ربما يعتقدون أن كلا العقارين يكلفان نفس المبلغ.
أما المدافعون عن قسائم الأدوية فيزعمون أن برامج القسائم تحسن مستوى الالتزام العلاجي من خلال تقليل الرسوم الثابتة المشتركة للأدوية أو إلغائها.
اعتبارًا من عام 2008، تخطط إدارة الغذاء والدواء بالولايات المتحدة (FDA) لإجراء دراسة لمعرفة ما إذا كانت القسائم تجعل المرضى يتجاهلون المخاطر الدوائية والآثار الجانبية في إطار جهودهم لتوفير المال.

## القانونية في ولاية ماساتشوستس
تعتبر قسائم الوصفات الدوائية مخالفة للقانون في ولاية ماساتشوستس إلا إذا دفع المريض جميع تكاليف الوصفة الطبية نقدًا.[بحاجة لمصدر]
وفي جلسة استماع عقدت عام 2009 أوضح واضعو القوانين بولاية ماساتشوستس رغبتهم في إضفاء الصبغة القانونية على قسائم الوصفات الدوائية لمساعدة الأشخاص الذين يتناولون أدوية ليس لها دواءً معادلاً لا يحمل علامة تجارية.

## وصلات خارجية
- List of Drug Coupons Arranged Alphabetically By Therapeutic Class
- "Drug Coupons". AARP. April 15, 2008.
- "Companies, groups help with drug costs". لوس أنجلوس تايمز. June 8, 2009.
- If Drug Copays Have You Down, Check For A Coupon. NPR. January 7, 2011.
- "Coupons for Patients, but Higher Bills for Insurers" نيويورك تايمز. January 1, 2011.